# Hominina
Los homininos (Hominina) son una subtribu de primates homínidos caracterizados por la postura erguida y la locomoción bípeda. Anteriormente eran considerados como una familia (Hominidae), y hoy como una subtribu (Hominina), de la que actualmente solo sobrevive Homo sapiens. Si se acepta a Orrorin tugenensis y a Sahelanthropus tchadensis como homininos, los homininos podrían remontarse a unos seis millones de años, y sería hace entre seis y siete millones de años cuando tuvo que haber existido un ancestro común entre el chimpancé y el ser humano.

## Características
Se trata de primates adaptados a la vida terrestre, a caminar erguidos en postura bípeda, con el cráneo también verticalizado. Los pies no son prensiles a diferencia del resto de los primates, pues el primer dedo es más robusto y queda alineado con los cuatro restantes. Las manos tienen un pulgar desarrollado y son más aptas para manipular objetos.

## Historia paleontológica
Los fósiles de homininos más antiguos se han encontrado fundamentalmente en el este del continente africano, en yacimientos situados a lo largo del Gran Valle del Rift, una enorme fractura de la corteza terrestre que se extiende desde Mozambique al mar Muerto. La formación de esta gran fractura fue acompañada de una serie de procesos volcánicos que dieron lugar a capas de rocas volcánicas (cenizas y coladas piroclásticas) que hoy se pueden fechar con bastante precisión gracias a métodos de datación como el potasio-argón y el paleomagnetismo.
Los chimpancés son los homínidos más parecidos a nosotros y compartimos con ellos el 98 % del material genético[cita requerida]. Según la biología molecular la línea evolutiva de los homininos se separó de los chimpancés hace unos seis o siete millones de años. Esta fecha se obtuvo a partir de los denominados «relojes moleculares», cuyo fundamento consiste en que la diferencia genética entre dos especies está en función del tiempo transcurrido desde que se produjo la separación de sus líneas evolutivas.
La biología molecular ha calculado el ritmo de cambio de los genes que mutan a un ritmo constante y a partir de ahí se ha establecido la fecha entre seis y siete millones de años que coincide precisamente con el cambio climático que provocó la destrucción de las grandes selvas del mioceno y el desarrollo de extensas superficies de sabana herbácea en África. Este cambio ambiental conllevó la extinción de especies y posibilitó la aparición de otras, entre las que se encontraba el primer antepasado de los homininos. 
Hasta hace unos años el hominino más antiguo reconocido era Ardipithecus ramidus descubierto por el equipo de Tim White entre 1994-1997 en la región etíope de Afar. Esta especie, con una antigüedad de unos 4,4 millones de años, habitaría en la selva y su alimentación sería similar a la de los chimpancés, mediría un metro y pesaría alrededor de unos treinta kilogramos. Presenta una notable reducción de los caninos y a partir de algunos restos de la base del cráneo se cree que representaría una forma elemental de bipedismo, teoría avalada por el hallazgo en el año 2001 de una falange del pie que parece compatible con la locomoción bípeda. White considera que tendría una forma de caminar diferente a la de cualquier ser vivo actual; afirmó también que se trataba del eslabón perdido, pero actualmente se tiende a considerar que representaría una rama colateral del árbol genealógico humano. En el año 2004 se recuperaron nuevos restos de Ardipithecus en otra área de Etiopía, con una antigüedad de entre 5,2 a 5,8 millones de años, que se han atribuido a una especie diferenciada denominada Ardipithecus kadabba que presenta ciertas semejanzas en la estructura dental con Orrorin tugenensis, la cual se detecta en los primates pero no en los homínidos.
En diciembre del año 2000 Brigitte Senut y Martin Pickford anunciaron el hallazgo de unos fósiles de homínidos muy antiguos en las colinas de Tugen, próximas al lago Boringo, en Kenia, que fueron denominados ancestro del milenio, si bien su denominación científica es la de Orrorin tugenensis. Los restos de un fémur parecen demostrar que sería bípedo, aunque la cronología de su cadera primitiva es muy antigua, datándose entre 5,9 y 6,1 millones de años; este hallazgo quizás se pueda relacionar con el producido en 1967 en Lothagam, Kenia  (Kenia) de un fragmento de mandíbula que en su momento generó mucha controversia. 
En el año 2002 el equipo de Michel Brunet dio a conocer un cráneo de unos 350 cm³ con una antigüedad entre 6 y 7 m. a. de características similares a las del chimpancé, pero con una cara con rasgos más humanos. El ejemplar encontrado en el norte del Chad recibió el nombre popular de Toumai y la especie fue denominada Sahelanthropus tchadensis. Aunque se han encontrado restos de las extremidades inferiores, la posición de inserción de la columna vertebral en la base del cráneo parece indicar que sería bípedo.
La inclusión de Sahelanthropus tchadensis entre los homininos sigue generando controversia; de hecho Senut y Pickfork no lo aprueban, mientras que los descubridores de Ardipithecus consideran que podría ser un Ardipithecus arcaico.
En abril del año 2005 Brunet y sus colaboradores presentaron una reconstrucción virtual del cráneo que parece avalar su inclusión entre los homininos aunque sería preciso contar con los restos poscranales para tener certeza.

## Evolución

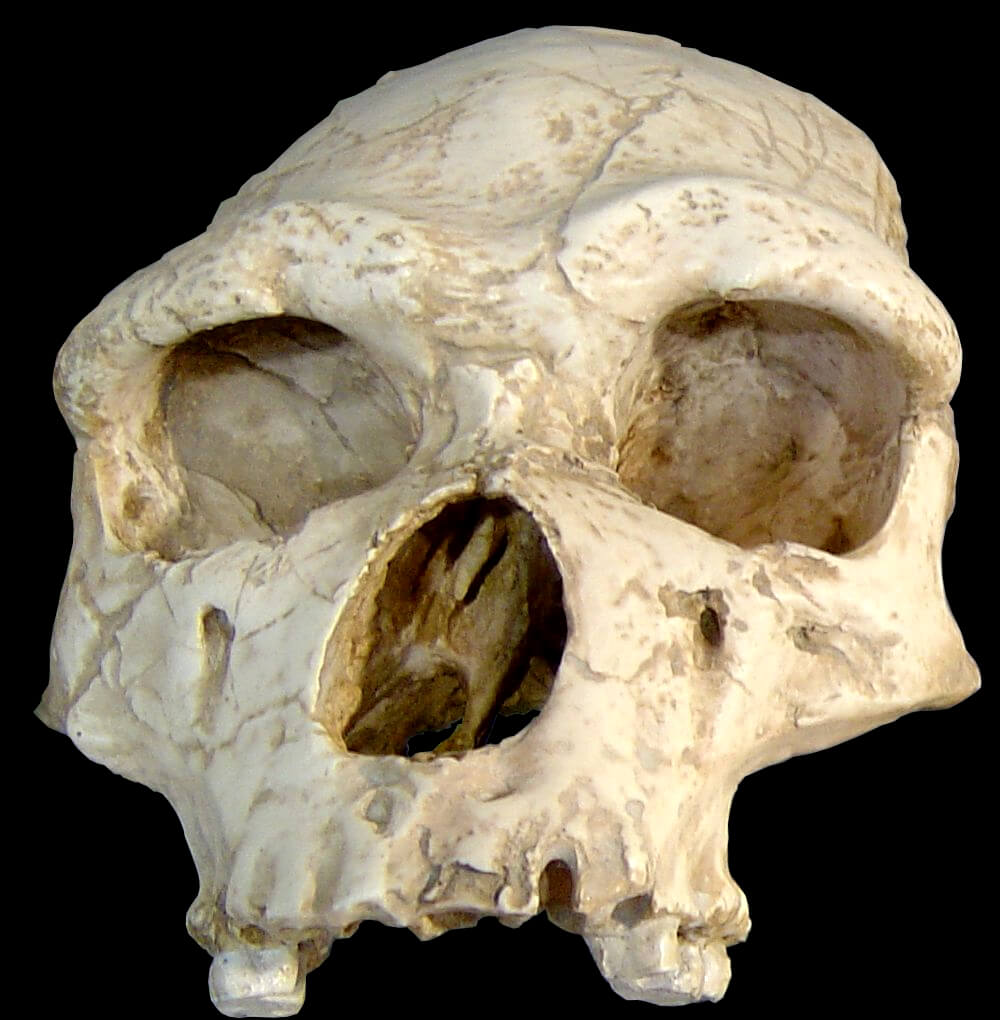
Cráneo de Tautavel

Actualmente se considera que hace tres millones de años Australopithecus dio origen a dos linajes paralelos[cita requerida], por una parte el de Paranthropus, más robustos, especializados en una dieta vegetal dura (tubérculos, tallos, nueces), que requirió de mandíbula y molares más grandes y músculos faciales poderosos sujetos a una cresta sagital; y por otra parte el de Homo, con cerebro relativamente grande, mandíbula y dientes de menor tamaño y huesos más gráciles. Ambos géneros coexistieron durante un millón de años.
Más o menos simultáneamente con Paranthropus aethiopicus surgió otro hominino, con un cerebro más desarrollado, Homo habilis, al que debe atribuirse la cultura de los guijarros tallados y que fue bautizado en un principio como Telantropus o Prezinjantropus. Se trata de una especie intermedia entre los australopitecos y Homo ergaster, y dentro de la cual algunos autores integran a Homo rudolfensis. Su capacidad craneal era de entre 600 y 700 cm³, por tanto superior a la de los australopitecos. Estos homininos se extendieron por toda África oriental donde se han encontrado sus restos.
Homo ergaster, probable descendiente exitoso de H. habilis, proliferó y fue el primer hominino que emigró de África y se esparció por Asia hace por lo menos 1,8 millones de años. Restos de sus descendientes se han encontrado en Georgia (Homo georgicus), China, Java y otros lugares, donde se estabilizaron y multiplicaron evolucionados en la exitosa especie Homo erectus, de la cual quizá surgió tardíamente una especie pigmea en las selvas indonesias, Homo floresiensis. En el otro extremo de Eurasia, H. ergaster o un descendiente suyo originó a Homo antecessor[cita requerida]; sus restos, de 1,2 millones de años se han encontrado en Atapuerca (España); es probable que esta especie originara a Homo heidelbergensis[cita requerida], antecesor a su vez del Hombre de Neandertal, especie con un cerebro de tamaño similar al del hombre actual, que pobló toda Europa y alcanzó Asia occidental durante la última glaciación.
Mientras tanto, otros descendientes de Homo ergaster en África, morfológicamente cercanos a Homo antecessor, dieron lugar hace unos 500 000-300 000 años a Homo rhodesiensis, antecesor inmediato del hombre actual, Homo sapiens, originario de África del sur u oriental[cita requerida], de donde comenzó a poblar el resto de África y pasó a Asia y luego a Europa, América, Oceanía y Polinesia. La genética permite hoy seguir el curso de las migraciones de esta especie y establece, por una parte, que todos los humanos actuales descienden de los grupos de sapiens que vivían en África hace más de 100 000 años[cita requerida], y por otra parte, que los neandertales no son antepasados de los sapiens, sino una especie que surgió de forma paralela y se extinguió.

## Árbol filogenético
La filogenia de los homininos sería la siguiente. Se ha sugerido que los géneros Homo, Kenyanthropus y Paranthropus descienden de algunas especies de Australopithecus debido a ello este último género debería considerarse como parafilético.
|  | Pan                                                            |
|  |                                                                |
|  | \| \| Sahelanthropus † \| \| \| \| \| \| Orrorin † \| \| \| \| |
|  |                                                                |
|  | Sahelanthropus †                                               |
|  |                                                                |
|  | Orrorin †                                                      |
|  |                                                                |

|  | Sahelanthropus † |
|  |                  |
|  | Orrorin †        |
|  |                  |

|  | Paranthropus †                                           |
|  |                                                          |
|  | \| \| Kenyanthropus † \| \| \| \| \| \| Homo \| \| \| \| |
|  |                                                          |
|  | Kenyanthropus †                                          |
|  |                                                          |
|  | Homo                                                     |
|  |                                                          |

|  | Kenyanthropus † |
|  |                 |
|  | Homo            |
|  |                 |

|  | Paranthropus †                                           |
|  |                                                          |
|  | \| \| Kenyanthropus † \| \| \| \| \| \| Homo \| \| \| \| |
|  |                                                          |
|  | Kenyanthropus †                                          |
|  |                                                          |
|  | Homo                                                     |
|  |                                                          |

|  | Kenyanthropus † |
|  |                 |
|  | Homo            |
|  |                 |

|  | Paranthropus †                                           |
|  |                                                          |
|  | \| \| Kenyanthropus † \| \| \| \| \| \| Homo \| \| \| \| |
|  |                                                          |
|  | Kenyanthropus †                                          |
|  |                                                          |
|  | Homo                                                     |
|  |                                                          |

|  | Kenyanthropus † |
|  |                 |
|  | Homo            |
|  |                 |

|  | Paranthropus †                                           |
|  |                                                          |
|  | \| \| Kenyanthropus † \| \| \| \| \| \| Homo \| \| \| \| |
|  |                                                          |
|  | Kenyanthropus †                                          |
|  |                                                          |
|  | Homo                                                     |
|  |                                                          |

|  | Kenyanthropus † |
|  |                 |
|  | Homo            |
|  |                 |

|  | Pan                                                            |
|  |                                                                |
|  | \| \| Sahelanthropus † \| \| \| \| \| \| Orrorin † \| \| \| \| |
|  |                                                                |
|  | Sahelanthropus †                                               |
|  |                                                                |
|  | Orrorin †                                                      |
|  |                                                                |

|  | Sahelanthropus † |
|  |                  |
|  | Orrorin †        |
|  |                  |

|  | Paranthropus †                                           |
|  |                                                          |
|  | \| \| Kenyanthropus † \| \| \| \| \| \| Homo \| \| \| \| |
|  |                                                          |
|  | Kenyanthropus †                                          |
|  |                                                          |
|  | Homo                                                     |
|  |                                                          |

|  | Kenyanthropus † |
|  |                 |
|  | Homo            |
|  |                 |

|  | Paranthropus †                                           |
|  |                                                          |
|  | \| \| Kenyanthropus † \| \| \| \| \| \| Homo \| \| \| \| |
|  |                                                          |
|  | Kenyanthropus †                                          |
|  |                                                          |
|  | Homo                                                     |
|  |                                                          |

|  | Kenyanthropus † |
|  |                 |
|  | Homo            |
|  |                 |

|  | Paranthropus †                                           |
|  |                                                          |
|  | \| \| Kenyanthropus † \| \| \| \| \| \| Homo \| \| \| \| |
|  |                                                          |
|  | Kenyanthropus †                                          |
|  |                                                          |
|  | Homo                                                     |
|  |                                                          |

|  | Kenyanthropus † |
|  |                 |
|  | Homo            |
|  |                 |

|  | Paranthropus †                                           |
|  |                                                          |
|  | \| \| Kenyanthropus † \| \| \| \| \| \| Homo \| \| \| \| |
|  |                                                          |
|  | Kenyanthropus †                                          |
|  |                                                          |
|  | Homo                                                     |
|  |                                                          |

|  | Kenyanthropus † |
|  |                 |
|  | Homo            |
|  |                 |

|  | Pan                                                            |
|  |                                                                |
|  | \| \| Sahelanthropus † \| \| \| \| \| \| Orrorin † \| \| \| \| |
|  |                                                                |
|  | Sahelanthropus †                                               |
|  |                                                                |
|  | Orrorin †                                                      |
|  |                                                                |

|  | Sahelanthropus † |
|  |                  |
|  | Orrorin †        |
|  |                  |

|  | Paranthropus †                                           |
|  |                                                          |
|  | \| \| Kenyanthropus † \| \| \| \| \| \| Homo \| \| \| \| |
|  |                                                          |
|  | Kenyanthropus †                                          |
|  |                                                          |
|  | Homo                                                     |
|  |                                                          |

|  | Kenyanthropus † |
|  |                 |
|  | Homo            |
|  |                 |

|  | Paranthropus †                                           |
|  |                                                          |
|  | \| \| Kenyanthropus † \| \| \| \| \| \| Homo \| \| \| \| |
|  |                                                          |
|  | Kenyanthropus †                                          |
|  |                                                          |
|  | Homo                                                     |
|  |                                                          |

|  | Kenyanthropus † |
|  |                 |
|  | Homo            |
|  |                 |

|  | Paranthropus †                                           |
|  |                                                          |
|  | \| \| Kenyanthropus † \| \| \| \| \| \| Homo \| \| \| \| |
|  |                                                          |
|  | Kenyanthropus †                                          |
|  |                                                          |
|  | Homo                                                     |
|  |                                                          |

|  | Kenyanthropus † |
|  |                 |
|  | Homo            |
|  |                 |

|  | Paranthropus †                                           |
|  |                                                          |
|  | \| \| Kenyanthropus † \| \| \| \| \| \| Homo \| \| \| \| |
|  |                                                          |
|  | Kenyanthropus †                                          |
|  |                                                          |
|  | Homo                                                     |
|  |                                                          |

|  | Kenyanthropus † |
|  |                 |
|  | Homo            |
|  |                 |

|  | Pan                                                            |
|  |                                                                |
|  | \| \| Sahelanthropus † \| \| \| \| \| \| Orrorin † \| \| \| \| |
|  |                                                                |
|  | Sahelanthropus †                                               |
|  |                                                                |
|  | Orrorin †                                                      |
|  |                                                                |

|  | Sahelanthropus † |
|  |                  |
|  | Orrorin †        |
|  |                  |

|  | Paranthropus †                                           |
|  |                                                          |
|  | \| \| Kenyanthropus † \| \| \| \| \| \| Homo \| \| \| \| |
|  |                                                          |
|  | Kenyanthropus †                                          |
|  |                                                          |
|  | Homo                                                     |
|  |                                                          |

|  | Kenyanthropus † |
|  |                 |
|  | Homo            |
|  |                 |

|  | Paranthropus †                                           |
|  |                                                          |
|  | \| \| Kenyanthropus † \| \| \| \| \| \| Homo \| \| \| \| |
|  |                                                          |
|  | Kenyanthropus †                                          |
|  |                                                          |
|  | Homo                                                     |
|  |                                                          |

|  | Kenyanthropus † |
|  |                 |
|  | Homo            |
|  |                 |

|  | Paranthropus †                                           |
|  |                                                          |
|  | \| \| Kenyanthropus † \| \| \| \| \| \| Homo \| \| \| \| |
|  |                                                          |
|  | Kenyanthropus †                                          |
|  |                                                          |
|  | Homo                                                     |
|  |                                                          |

|  | Kenyanthropus † |
|  |                 |
|  | Homo            |
|  |                 |

|  | Paranthropus †                                           |
|  |                                                          |
|  | \| \| Kenyanthropus † \| \| \| \| \| \| Homo \| \| \| \| |
|  |                                                          |
|  | Kenyanthropus †                                          |
|  |                                                          |
|  | Homo                                                     |
|  |                                                          |

|  | Kenyanthropus † |
|  |                 |
|  | Homo            |
|  |                 |

|  | Pan                                                            |
|  |                                                                |
|  | \| \| Sahelanthropus † \| \| \| \| \| \| Orrorin † \| \| \| \| |
|  |                                                                |
|  | Sahelanthropus †                                               |
|  |                                                                |
|  | Orrorin †                                                      |
|  |                                                                |

|  | Sahelanthropus † |
|  |                  |
|  | Orrorin †        |
|  |                  |

|  | Paranthropus †                                           |
|  |                                                          |
|  | \| \| Kenyanthropus † \| \| \| \| \| \| Homo \| \| \| \| |
|  |                                                          |
|  | Kenyanthropus †                                          |
|  |                                                          |
|  | Homo                                                     |
|  |                                                          |

|  | Kenyanthropus † |
|  |                 |
|  | Homo            |
|  |                 |

|  | Paranthropus †                                           |
|  |                                                          |
|  | \| \| Kenyanthropus † \| \| \| \| \| \| Homo \| \| \| \| |
|  |                                                          |
|  | Kenyanthropus †                                          |
|  |                                                          |
|  | Homo                                                     |
|  |                                                          |

|  | Kenyanthropus † |
|  |                 |
|  | Homo            |
|  |                 |

|  | Paranthropus †                                           |
|  |                                                          |
|  | \| \| Kenyanthropus † \| \| \| \| \| \| Homo \| \| \| \| |
|  |                                                          |
|  | Kenyanthropus †                                          |
|  |                                                          |
|  | Homo                                                     |
|  |                                                          |

|  | Kenyanthropus † |
|  |                 |
|  | Homo            |
|  |                 |

|  | Paranthropus †                                           |
|  |                                                          |
|  | \| \| Kenyanthropus † \| \| \| \| \| \| Homo \| \| \| \| |
|  |                                                          |
|  | Kenyanthropus †                                          |
|  |                                                          |
|  | Homo                                                     |
|  |                                                          |

|  | Kenyanthropus † |
|  |                 |
|  | Homo            |
|  |                 |

|  | Pan                                                            |
|  |                                                                |
|  | \| \| Sahelanthropus † \| \| \| \| \| \| Orrorin † \| \| \| \| |
|  |                                                                |
|  | Sahelanthropus †                                               |
|  |                                                                |
|  | Orrorin †                                                      |
|  |                                                                |

|  | Sahelanthropus † |
|  |                  |
|  | Orrorin †        |
|  |                  |

|  | Paranthropus †                                           |
|  |                                                          |
|  | \| \| Kenyanthropus † \| \| \| \| \| \| Homo \| \| \| \| |
|  |                                                          |
|  | Kenyanthropus †                                          |
|  |                                                          |
|  | Homo                                                     |
|  |                                                          |

|  | Kenyanthropus † |
|  |                 |
|  | Homo            |
|  |                 |

|  | Paranthropus †                                           |
|  |                                                          |
|  | \| \| Kenyanthropus † \| \| \| \| \| \| Homo \| \| \| \| |
|  |                                                          |
|  | Kenyanthropus †                                          |
|  |                                                          |
|  | Homo                                                     |
|  |                                                          |

|  | Kenyanthropus † |
|  |                 |
|  | Homo            |
|  |                 |

|  | Paranthropus †                                           |
|  |                                                          |
|  | \| \| Kenyanthropus † \| \| \| \| \| \| Homo \| \| \| \| |
|  |                                                          |
|  | Kenyanthropus †                                          |
|  |                                                          |
|  | Homo                                                     |
|  |                                                          |

|  | Kenyanthropus † |
|  |                 |
|  | Homo            |
|  |                 |

|  | Paranthropus †                                           |
|  |                                                          |
|  | \| \| Kenyanthropus † \| \| \| \| \| \| Homo \| \| \| \| |
|  |                                                          |
|  | Kenyanthropus †                                          |
|  |                                                          |
|  | Homo                                                     |
|  |                                                          |

|  | Kenyanthropus † |
|  |                 |
|  | Homo            |
|  |                 |

|  | Pan                                                            |
|  |                                                                |
|  | \| \| Sahelanthropus † \| \| \| \| \| \| Orrorin † \| \| \| \| |
|  |                                                                |
|  | Sahelanthropus †                                               |
|  |                                                                |
|  | Orrorin †                                                      |
|  |                                                                |

|  | Sahelanthropus † |
|  |                  |
|  | Orrorin †        |
|  |                  |

|  | Paranthropus †                                           |
|  |                                                          |
|  | \| \| Kenyanthropus † \| \| \| \| \| \| Homo \| \| \| \| |
|  |                                                          |
|  | Kenyanthropus †                                          |
|  |                                                          |
|  | Homo                                                     |
|  |                                                          |

|  | Kenyanthropus † |
|  |                 |
|  | Homo            |
|  |                 |

|  | Paranthropus †                                           |
|  |                                                          |
|  | \| \| Kenyanthropus † \| \| \| \| \| \| Homo \| \| \| \| |
|  |                                                          |
|  | Kenyanthropus †                                          |
|  |                                                          |
|  | Homo                                                     |
|  |                                                          |

|  | Kenyanthropus † |
|  |                 |
|  | Homo            |
|  |                 |

|  | Paranthropus †                                           |
|  |                                                          |
|  | \| \| Kenyanthropus † \| \| \| \| \| \| Homo \| \| \| \| |
|  |                                                          |
|  | Kenyanthropus †                                          |
|  |                                                          |
|  | Homo                                                     |
|  |                                                          |

|  | Kenyanthropus † |
|  |                 |
|  | Homo            |
|  |                 |

|  | Paranthropus †                                           |
|  |                                                          |
|  | \| \| Kenyanthropus † \| \| \| \| \| \| Homo \| \| \| \| |
|  |                                                          |
|  | Kenyanthropus †                                          |
|  |                                                          |
|  | Homo                                                     |
|  |                                                          |

|  | Kenyanthropus † |
|  |                 |
|  | Homo            |
|  |                 |

|  | Pan                                                            |
|  |                                                                |
|  | \| \| Sahelanthropus † \| \| \| \| \| \| Orrorin † \| \| \| \| |
|  |                                                                |
|  | Sahelanthropus †                                               |
|  |                                                                |
|  | Orrorin †                                                      |
|  |                                                                |

|  | Sahelanthropus † |
|  |                  |
|  | Orrorin †        |
|  |                  |

|  | Paranthropus †                                           |
|  |                                                          |
|  | \| \| Kenyanthropus † \| \| \| \| \| \| Homo \| \| \| \| |
|  |                                                          |
|  | Kenyanthropus †                                          |
|  |                                                          |
|  | Homo                                                     |
|  |                                                          |

|  | Kenyanthropus † |
|  |                 |
|  | Homo            |
|  |                 |

|  | Paranthropus †                                           |
|  |                                                          |
|  | \| \| Kenyanthropus † \| \| \| \| \| \| Homo \| \| \| \| |
|  |                                                          |
|  | Kenyanthropus †                                          |
|  |                                                          |
|  | Homo                                                     |
|  |                                                          |

|  | Kenyanthropus † |
|  |                 |
|  | Homo            |
|  |                 |

|  | Paranthropus †                                           |
|  |                                                          |
|  | \| \| Kenyanthropus † \| \| \| \| \| \| Homo \| \| \| \| |
|  |                                                          |
|  | Kenyanthropus †                                          |
|  |                                                          |
|  | Homo                                                     |
|  |                                                          |

|  | Kenyanthropus † |
|  |                 |
|  | Homo            |
|  |                 |

|  | Paranthropus †                                           |
|  |                                                          |
|  | \| \| Kenyanthropus † \| \| \| \| \| \| Homo \| \| \| \| |
|  |                                                          |
|  | Kenyanthropus †                                          |
|  |                                                          |
|  | Homo                                                     |
|  |                                                          |

|  | Kenyanthropus † |
|  |                 |
|  | Homo            |
|  |                 |